# ハインケル・ツーリスト

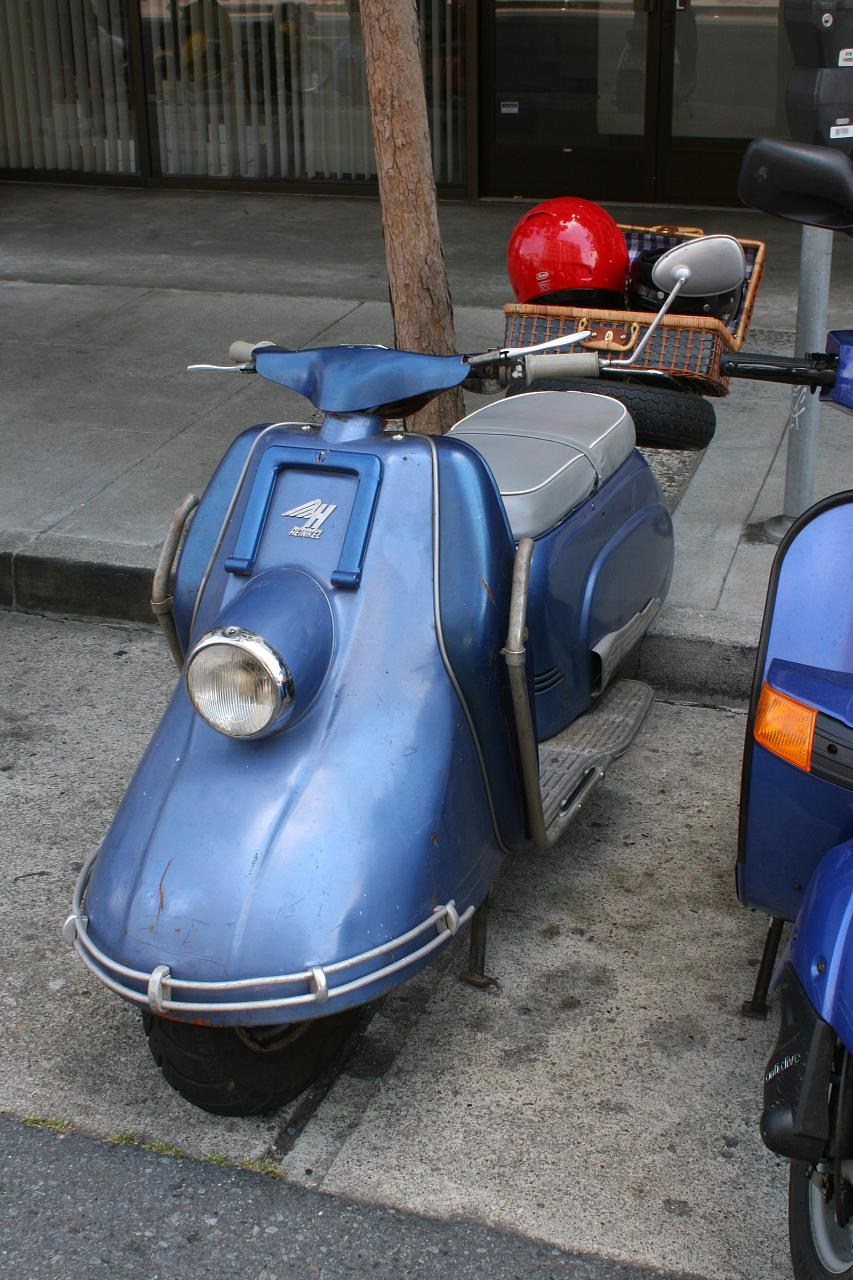
ハインケル・ツーリスト 103 A1

ハインケル・ツーリスト（Heinkel Tourist ）は、1953年から1965年にかけてハインケル航空機で製造されたスクーターである。

## 概要
ハインケルの最初のスクーターの試作車は1949年に製造され、ツーリストの生産は1953年に始まった。
ツーリストはビッグスクーターとして販売され、ベスパやランブレッタ（Lambretta）よりも高価格で一般的に重量があり乗心地もよく安定していた。ツーリストは、速度計、ステアリング・ロック、時計、荷台やスペアタイヤを装着することができた。イギリスでは「スクーターのロールス・ロイス」と呼ばれ、アメリカ合衆国、マサチューセッツ州のディーラーでは「スクーターのキャデラック」と宣伝された。
ボディは、プレス鋼板製のボディ・パネルが鋼管フレームに取り付けられ、フレーム上に載ったエンジンがスイングアームに囲われたチェーンを介して後輪を駆動していた。そのためチェーンは密閉されたオイル・バス内で保護されて動くことで長寿命となり、他のスクーターや2輪車のような油汚れとは無縁であった。1960年代のハインケル・150小型スクーターを含めて当時のほとんどのスクーターは2ストローク・エンジンを搭載していたが、ハインケル・ツーリストは4ストローク・エンジンを搭載していた。
101 A0（1953年 – 1954年）、102 A1（1954年 – 1955年）、103 A0（1955年 – 1957年）、103 A1（1957年 – 1960年）、103 A2（1960年 – 1965年）といった5つのシリーズで生産され、累計で10万台以上が生産、販売された。

## モデル一覧

### 101 A0
ツーリスト 101 A0はハインケル・ツーリストの最初のシリーズで149 ccエンジンを搭載する唯一のシリーズであり、キックスターターを持つのもこのシリーズのみであった。鋼管製ハンドルバーのツイスト・グリップで3段変速機の変速を行った。生産は1953年4月に始まった。
1954年6月に追加のセルモーターを装備するために電装系が6ボルトから12ボルトへ変更された。101 A0の生産は２カ月後に終了し、合計6,500台の101 A0が製造された。

### 102 A1
102 A1シリーズの生産は1954年7月に始まった。101 A0からの主な変更点は、ボアとストロークが各々拡大され174 ccとなったエンジン、キックスターターの廃止や最終の101 A0と同様に12ボルト電装系、電動スターターを採用していた。グローブボックスはレッグシールドの裏側に組み込まれており、速度計がその上に取り付けてあった。
1万7,500台のツーリスト 102 A1が1955年8月までに生産された。

### 103 A0
ツーリスト 103 A0シリーズの生産は1955年8月に始まった。それ以前のシリーズが3速の変速機と8インチのタイヤだったのに対し、103 シリーズのツーリストは4速の変速機と10インチのタイヤを使用していた。この結果、一方でより大型で重量級の渇望されたスクーターとなったが、他方ではより高速の洗練されたスクーターとなった
1957年9月までに3万4,060台のツーリスト 103 A0が生産されたが、この生産数には議論がある。
|  |  |  |

### 103 A1
ツーリスト 103 A1の生産は1957年9月に始まった。前シリーズまでの鋼管製ハンドルバーは、計器盤付の鋳造製ハンドルバーへ変更された。エンジンは、排気量は同一であったが2ベアリングのクランクシャフトに改良され、ゴム製台座を介してフレームに取り付けられたことにより乗心地が改善された。
1960年6月までに5万50台のツーリスト 103 A1が生産された。
|  |  |

### 103 A2
ハインケル・ツーリストの最後のシリーズである103 A2の生産は1960年8月に始まった。前シリーズまでのテレスコピック式フォークは、片持ち式のトレーリング＝リンク・フォークに変更された。後部のボディパネルは形状が変更され、それ以前のシリーズとは互換性が無かった。
合計5万5,000台のツーリスト 103 A2がハインケル・ツーリスト生産終了の1965年12月31日のまで生産された。
|  |  |  |

## 諸元
| シリーズ | 製造年          | エンジン排気量 (cc) | ボア & ストローク (mm) | ホイールベース (mm) | 全長 (mm) | 全幅 (mm) | 全高 (mm) | 総重量 (kg) | タイヤ     |
| -------- | --------------- | ------------------- | ---------------------- | ------------------- | --------- | --------- | --------- | ----------- | ---------- |
| 101 A0   | 1953年 - 1954年 | 149                 | 59.0 & 54.5            | 1330                | 1980      | 710       | 980       | 285         | 4.00 & 8"  |
| 102 A1   | 1954年 - 1955年 | 174                 | 60.0 & 61.5            | 1330                | 1980      | 710       | 980       | 285         | 4.00 & 8"  |
| 103 A0   | 1955年 - 1957年 | 174                 | 60.0 & 61.5            | 1370                | 2060      | 710       | 1000      | 350         | 4.00 & 10" |
| 103 A1   | 1957年 - 1960年 | 174                 | 60.0 & 61.5            | 1375                | 2085      | 710       | 1000      | 350         | 4.00 & 10" |
| 103 A2   | 1960年 - 1965年 | 174                 | 60.0 & 61.5            | 1380                | 2020      | 710       | 1000      | 350         | 4.00 & 10" |

全てのツーリストはOHV4ストローク単気筒エンジンを搭載していた。

## 輸出

### イギリス
コヴェントリーを拠点とするオートバイ製造会社のエクセルシオールは1955年遅くからハインケル・ツーリストのイギリスへの輸入を始めた。1956年遅くにピカデリー（Piccadilly）のノーベル・モータース（Nobel Motors）がハインケル製スクーターとバブルカーの新しい正規輸入代理店となった。
1957年末にハインケル製スクーターのイギリスでの輸入代理店はインターナショナル・セールス・オブ・ダブリン（International Sales of Dublin）になった。これはアイルランドのダンドーク・エンジニアリング社（Dundalk Engineering Company）が始めたハインケル・カビーネのライセンス生産事業の一部であったらしい。
1962年2月にロンドンのハンス・モータース（Hans Motors）が103 A2の輸入を始めたが、これは全てドイツ人が運営していた。当時カビーネのライセンス生産をしていたトロージャン社（Trojan Cars Ltd.）は既にランブレッタ製スクーターの販売を行っており、ハインケル・ツーリストの輸入代理権を取得しなかった。

### アメリカ
ハインケル・ツーリストのアメリカ合衆国への輸入は認定代理店により行われた。
- ノーベル・モータース（Nobel Motors、イギリス ロンドン、1956 - 57年）：ノーベル・モータースは北米には如何なるスクーターやバブルカーも輸入しなかった。
- イーストランド・モータース（ニューヨーク ブルックリン、1957年）
- インターナショナル・スクーターズ・コーポレーション（ニューヨーク ロングアイランド、1959 - 63年）：2次代理店契約を結んだのは以下
  - シュライヒラー・モータース（Schleichler Motors、カリフォルニア州 オークランド、西海岸地域）
  - トライアングル・モーターサイクル（Triangle Motorcycles 、イリノイ州 シカゴ、中西部）
- スクータラマ（Scooterama、 カリフォルニア州 サンフランシスコ、1963 - 64年）
- シュライヒラー・モータース（Schleichler Motors、カリフォルニア州 オークランド、1964 - 65年）

おおよそ350台のハインケル・ツーリストがアメリカ合衆国で販売された。